# Foc (mitologie)
În mitologie, focul este un element primordial, la fel ca apa cu care se află într-o permanentă opoziție. Este un element complex, care a generat multe întrebări, dar și un element schimbător, având trei ipostaze complet diferite:
- 1. Focul sacru sau focul purificator; această flacără are origine celestă, fiind un simbol al puterii zeilor, o manifestare a acestora. În multe temple existau torțe cu ajutorul cărora se celebra cultul zeilor. În Grecia Antică, flacăra olimpică avea o semnificație importantă. Se spunea că nu se stinge niciodată, iar în timpul Jocurilor Olimpice se organizau curse cu torțe aprinse cu acea flacără, închinate Atenei.
- Zeii focului sacru:
  - Agni - mitologie vedică
  - Atar (Atesh) - mitologie persană
  - Chou Yong - mitologie chineză
  - Hestia - mitologie greacă
  - Vesta - mitologie romană

- 2. Focul uman sau al meșteșugurilor este focul prieten omului pe care acesta îl cunoaște și îl folosește în meșteșugurile sale. Multor zei care guvernează asupra metalurgiei sau a fecundității li s-a atribuit și acest foc. Mai târziu, chiar câțiva zei ai războiului au primit aceleași atribuții, ca niște zei ai focului. În multe mitologii, focul uman este de fapt foc sacru adus pe pământ și adaptat de oameni. Mitologia greacă are chiar o legendă legată de acest proces. Titanul Prometeu este cel ce fură focul din ceruri și îl aduce oamenilor, faptă pentru care este crunt pedepsit.
- Zeii focului uman:
  - Hephaistos - mitologie greacă
  - Njord - mitologie nordică
  - Rosemerta - mitologie celtică
  - Vulcan - mitologie romană

- 3. Focul demonic sau focul mistuitor pune în evidență proprietatea focului de a arde, de a distruge. Este un element malefic al naturii. De multe ori Infernul sau Lumea morților sunt văzute ca spații ale acestui foc.
- Zeii focului demonic:
  - Loki - mitologie nordică

## Focul văzut în diferite mitologii și religii

### Focul văzut în mitologia persană
În mitologia persană, focul era venerat înainte de Zoroasru, ca zeitate a vetrei, care era ținută arzând și era asociat purității și dreptății. Templele focului, "dadgah", au fost instituite după anul 500 î.Hr. Zeul Atar sau Atesh este personificarea focului, numele lui însemnând chiar "flacără" în limba persană veche. 

### Focul văzut în religia islamică
În islamism, focul este unul din primele lucruri create de Dumnezeu (Allah). Se spune că odată creat, focul s-a dezlănțuit cu furie și a cerut să îi fie trimiși lui toți păcătoșii pentru a-i pedepsi. Tot din foc a fost creat și demonul Iblis, care a devenit mândru de originile sale (focul era element al purității), la fel ca ceilalți șeitani, (spirite de foc). La început slujitori credincioși ai lui Allah, șeitanii și Iblis s-au răsculat împotriva lui și nu au vrut să i se mai supună. Astfel, în islam avem un exemplu al transformării focului sacru în foc demonic.